# Actinoptera mamulae
Actinoptera mamulae är en tvåvingeart som först beskrevs av Georg von Frauenfeld 1855.  Actinoptera mamulae ingår i släktet Actinoptera och familjen borrflugor. Inga underarter finns listade i Catalogue of Life.